# Мишнёв, Дмитрий Александрович
Дми́трий Алекса́ндрович Мишнёв (укр. Дмитро Олександрович Мишньов; род. 26 января 1994, Красный Лиман, Донецкая область, Украина) — украинский футболист, полузащитник клуба «Александрия».

## Клубная карьера
Первый тренер — Юрий Ярошенко. В чемпионатах ДЮФЛ Мишнёв выступал в составе ильичёвского «Монолита» и мариупольского «Ильичёвца».
30 ноября 2013 года дебютировал в составе «Ильичёвца» в Премьер-лиге, выйдя на 90-й минуте матча против «Металлиста» вместо Виталия Федотова.

## Выступления за сборные
С 2012 года вызывался в юношеские сборные Украины разных возрастов.
24 января 2014 года на Кубке Содружества в Санкт-Петербурге впервые вышел в составе молодёжной сборной Украины в поединке со сверстниками из Кыргызстана. После первого тайма Дмитрия Мишнёва заменили на Павла Савеленка.
В июне 2015 года был вызван Сергеем Ковальцом для участия в Мемориале Лобановского. На этом турнире «жёлто-синие» заняли второе место, а Мишнёв принял участие в обоих матчах.

## Достижения
«Мариуполь»
- Победитель Первой лиги Украины: 2016/17

«Заря» (Луганск)
- Бронзовый призёр чемпионата Украины: 2022/23

«Александрия»
- Серебряный призёр чемпионата Украины: 2024/25

Сборная Украины (до 21 года)
- Победитель Кубка Содружества: 2014